# Romulea corsica
Romulea corsica är en irisväxtart som beskrevs av Claude Thomas Alexis Jordan och Jules Pierre Fourreau. Romulea corsica ingår i släktet Romulea och familjen irisväxter. Inga underarter finns listade i Catalogue of Life.